# دهستان ینگجه
established_date=
|founder=
|seat_type=
|seat=
|government_footnotes=
|leader_party=
|leader_title=
|leader_name=
|unit_pref=Metric
|area_footnotes=
|area_total_km2=
|area_land_km2=
|area_water_km2=
|area_water_percent=
|area_note=
|elevation_footnotes=
|elevation_m=
|population_footnotes=
|population_total=۶٬۲۶۴
|population_as_of=۲۰۰۶
|population_density_km2=auto
|population_demonym=
|population_note=
|timezone1=
|utc_offset1=
|timezone1_DST=
|utc_offset1_DST=
|postal_code_type=
|postal_code=
|area_code_type=
|area_code=
|iso_code=
|website=
|footnotes=
}}

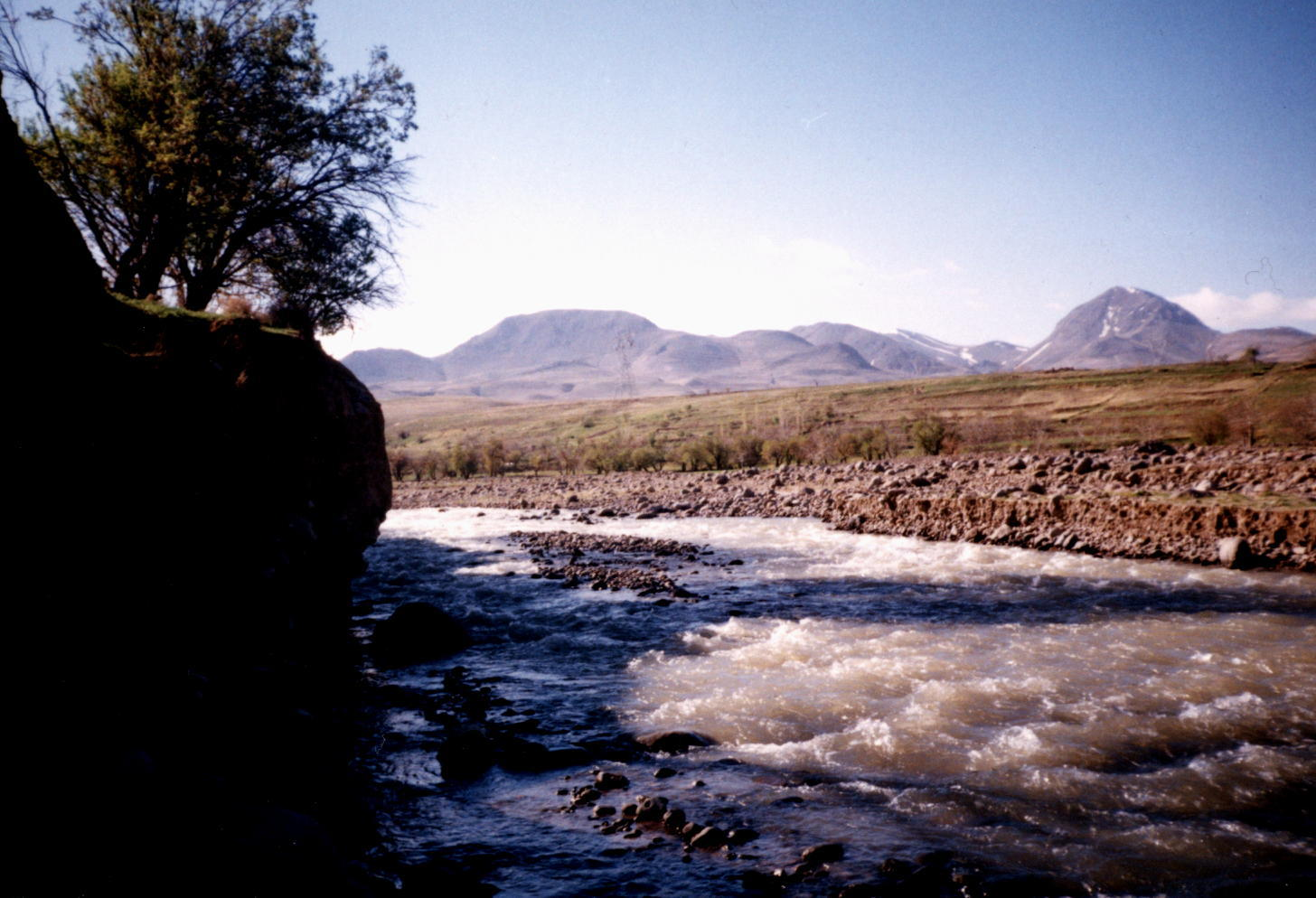
رودخانه سیل چایی واقع در محدوده دهستان ینگجه

دهستان ینگجه  یکی از دهستان‌های بخش مرکزی شهرستان آذرشهر استان آذربایجان شرقی ایران است. مرکز این دهستان روستای ینگجه می‌باشد. ینگجه یکی از کهن‌ترین مناطق شهرستان آذرشهر بوده و دارای آثار تاریخی بسیاری می‌باشد.
ینگجه حدود ۶۰۰ خانوار را در خود جای داده‌است. مردم ینگجه اکثراً کشاورز و بازاری و کارمند می‌باشند. محصولات عمدة کشاورزی دهستان ینگجه عبارتند از گردو و سیب زمینی و خیار. ینگجه چهار مدرسه، شش مسجد، خانة بهداشت، مخابرات و زیارتگاه دارد.
ینگجه دارای برق و آب و تلفن و گاز شهری است.
ینگجه یک سد خاکی دارد که نقش بسزایی در آبادانی ینگجه دارد. ینگجه دارای دشتهای وسیع و باغات فراوان زیبایی است که در فصلهای بهار و تابستان از جزابیت خاصی برخوردار است، مخصوصاً در ماه‌های اردیبهشت و خرداد.
آثار باستانی زیادی در ینگجه بر جای مانده‌است که از مهم‌ترین آن‌ها می‌توان به غار قدیمی ینگجه واقع در ورودی آن و همچنین سنگ نوشته‌های قدیمی که بر روی آن‌ها نوشته‌های مذهبی نقش بسته اشاره کرد.
گوشه‌ای از فعالیت‌ها و خدمات شورای اسلامی روستای ینگجه
|                                                                            | ساماندهی گلزار شهدا |
| احداث بلوار اصلی روستا در سال ۱۳۸۳ شامل تعریض، زیرسازی، آسفالت، جدول گذاری |                     |
| ایجاد فضای سبز در بلوار اصلی و سایر خیابان‌های روستا                        |                     |
| ساخت ساختمان غسالخانه در کنار گورستان روستا                                |                     |
| ساماندهی گورستان و نهال کاری در آن                                         |                     |
| نامگذاری خیابان‌ها و کوچه‌ها                                                 |                     |
| جدول‌گذاری کل معابر روستا                                                   |                     |
| ساخت ساختمان دهیاری با مشارکت اهالی                                        |                     |
| احداث ساختمان پایگاه مقاومت بسیج با ۲۰۰ متر زیربنا                         |                     |

## مردم

### زبان
مقالهٔ اصلی: زبان ترکی آذربایجانی
زبان مردم ینگجه به ترکی آذربایجانی، ترکی آذری معروف است.
همچنین زین‌العابدین شیروانی (معاصر فتحعلی‌شاه و محمدشاه) در کتاب «حدایق السیاحه» نیز تأیید می‌کند که ساکنان این محدوده به این زبان سخن می‌گویند.
مسعودی در سال ۳۱۴ (سدهٔ چهارم هجری) از میان زبان‌های رایج در این شهر، زبان‌های پهلوی، دری و آذری را ذکر نموده‌است.
اولیا چلبی، سیاحِ معروفِ عثمانی، در سیاحتنامه خود (۱۶۴۷ تا ۱۶۵۴ میلادی) زبان مردم ینگجه را اینگونه شرح می‌دهد: «ارباب فرهنگ و معارف شهر به فارسی تکلم کنند، اما تره افشار و گوک دولاق‌هایش لهجه مخصوصی دارند که چند نمونه تقدیم می‌شود: هزه تانمه میشم، منمچون خاطرمانده اولوبدر، دارجنحمشم، یارونجشم، آپارکیلن چاقری.»اشاره این سیاحتنامه نشان می‌دهد که تا سال‌های ۱۶۵۰ یعنی حدوداً ششصد سال پس از تسلط سلسله‌های ترک‌زبان بر ولایات ایران و به‌ویژه سلجوقیان و کوچ و استقرار برخی اقوام و قبایل ترک‌زبان در آن منطقه، هنوز زبان مردم ینگجه کاملاً به ترکی تبدیل نشده بود.

### قومیت
قومیت مردم ساکن در ینگجه شامل ۹۹/۵٪ آذری‌های ایرانی، ۰/۵٪ از سایر قومیت‌ها می‌باشد. همچنین مطالعهٔ مقایسه‌ای در مورد ساختار ژنتیکی ۳۵۲ ایرانی نشان داده که آذری‌های ایرانی و احتمالاً اهالی این منطقه، قرابت ژنتیکی نزدیکی با مردم گرجستان دارند.

### مذهب
بیشینهٔ مردم ینگجه مسلمان و پیرو مذهب شیعهٔ دوازده‌امامی هستند. شاه اسماعیل یکم هنگام تاجگذاری در شهر تبریز به سال ۱۵۰۱ میلادی، علی‌رغم آن‌که در آن زمان اکثریت ساکنان منطقه سنی‌مذهب بودند، مذهب شیعهٔ دوازده‌امامی را مذهب رسمی ایران اعلام کرد.

### مشاهیر

#### اشخاص
- عبدالوهاب حمدالله عماد السامرایی از صحابه
- علی نادرزاده ینگجه[۹]

## فوتبال در روستای ینگجه

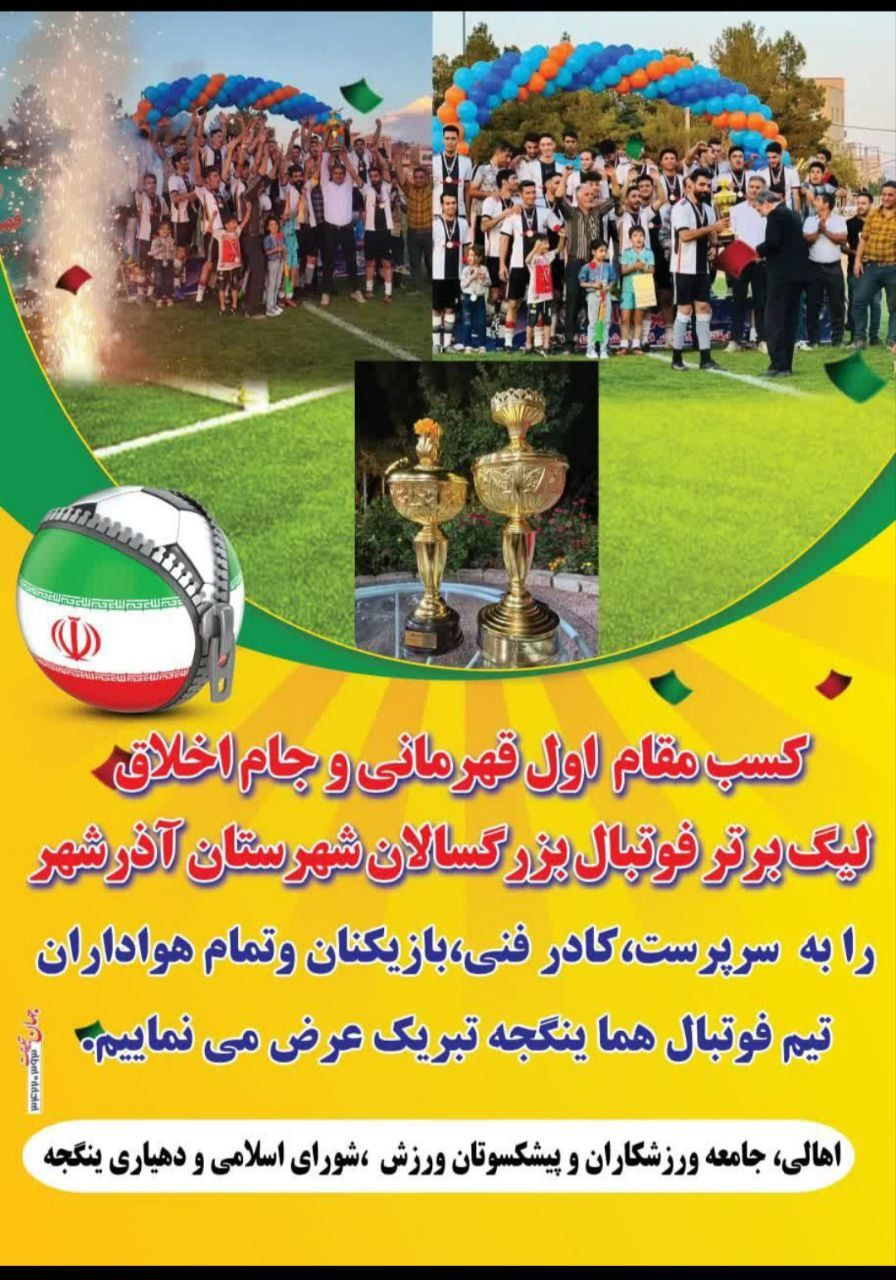
کسب مقام اول و قهرمانی لیگ برتر بزرگسالان شهرستان آذرشهر1402

کسب مقام اول و قهرمانی لیگ برتر بزرگسالان شهرستان آذرشهر در سال1402افتخاری جدید بود که موجب ایجاد زیر ساخت ورزشی برای نو جوانان روستا و کشف استعداد های جوان و نوجوان روستا شد

## پیاده روی سالانه

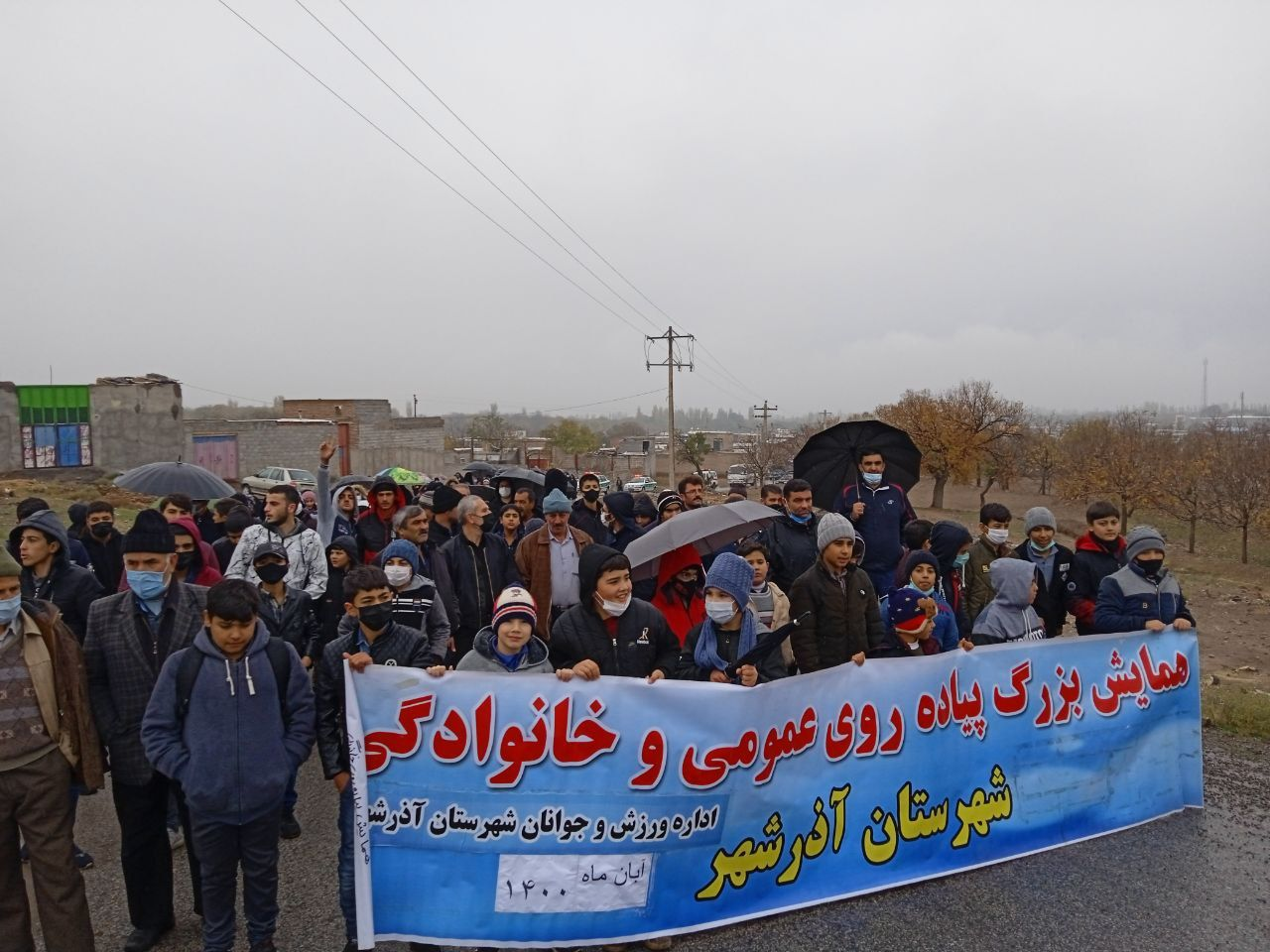
پیاده روی آبان ماه سال 1400

سالانه همایش پباده روی خوانوادگی در یکی از روز های جمعه سال . ساعت 7 صبح از مرکز روستا به طرف سد خاکی روستا شروع میشود
برنامه برگزاری همایش
- شروع پیاده روی از مرکز روستا به سمت سد خاکی ینگجه
- نمایش رزمی
- نمایش طنز یا موسیقی شاد
- مراسم قرعه کشی و اهدا جوایز
- سخنرانی مسعولین روستا و شهر
- و در پایان پذیرایی

## مراسمات مذهبی

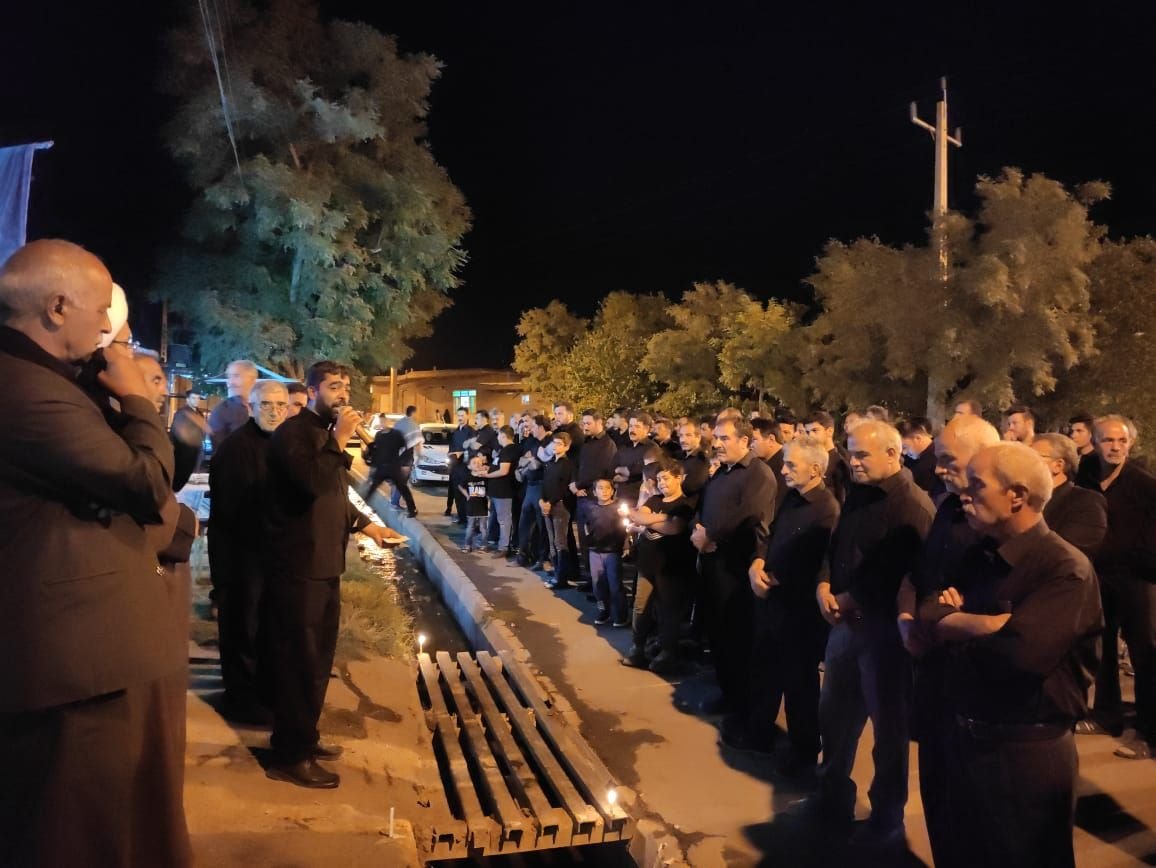
عزاداری عاشورای حسینی جلوی پایگاه شیهید نامجوی روستای ینگجه

سالانه در ماه محرم و شهادت های امامان و پیامبر مراسمات مذهبی در مساجد روستا شکل میگیرد و هم چنین هر هفته 2 هیعت عزاداری در مساجد یا در خانه اهالی برگزار می شود
از اول محرم هر شب مراسم شاه حسین گویان در میدان روستا با سه گروه از سه مسجد روستا شروع میشود تا تاسوعای حسینی و از روز تاسوعای حسینی تا سه روز دسته های سینه زنی به صورت چرخشی به مساجد هم رفته و عزاداری می کنند